# General Mariano Alvarez
General Mariano Alvarez è una municipalità di prima classe delle Filippine, situata nella Provincia di Cavite, nella Regione di Calabarzon. Prende il nome dal generale Mariano Álvarez.
General Mariano Alvarez è formata da 27 baranggay:
- Aldiano Olaes
- Barangay 1 Poblacion (Area I)
- Barangay 2 Poblacion
- Barangay 3 Poblacion
- Barangay 4 Poblacion
- Barangay 5 Poblacion
- Benjamin Tirona (Area D)
- Bernardo Pulido (Area H)
- Epifanio Malia
- Fiorello Carimag (Area C)
- Francisco De Castro (Sunshine Vill.)
- Francisco Reyes
- Gavino Maderan
- Gregoria De Jesus

- Inocencio Salud
- Jacinto Lumbreras
- Kapitan Kua (Area F)
- Koronel Jose P. Elises (Area E)
- Macario Dacon
- Marcelino Memije
- Nicolasa Virata (San Jose)
- Pantaleon Granados (Area G)
- Ramon Cruz (Area J)
- San Gabriel (Area K)
- San Jose
- Severino De Las Alas
- Tiniente Tiago